# Verkehrslage
Die Verkehrslage ist ein Ist-Zustand, welcher die Fahrzeugdichte, Verkehrsbehinderungen und die Wetterlage auf allen Verkehrswegen und Verkehrsträgern berücksichtigt. 
- Prognose: Der ADAC erstellt jährlich Stauprognosen und veröffentlicht sie in seinem Staukalender. Hier fließen Verkehrsengpässe durch Baustellen und die unterschiedlichen Schulferientermine der Bundesländer sowie die Werksferien mit ein und lassen eine Prognose der Verkehrsbelastung der wichtigsten Strecken zu. Durch Verkehrsbeeinflussungsanlagen und StVO-konforme, temporäre Freigabe des Seitenstreifens auf ausgewählten Autobahnen sowie überregional durch Umlenkungspfeile lassen sich Verkehrsüberlastungen minimieren.

- Tatsächliche Verkehrslage: In regelmäßigen Abständen wird die Verkehrslage im Verkehrsfunk berichtet, meist nach den stündlichen Nachrichtensendungen und zu den halben Stunden. Lokalradiosender geben oft genauere Informationen über die Verkehrslage in der Region während größere Sender nur über Autobahnen und Bundesstraßen berichten. Vorkommnisse, die den Fuß- und Radverkehr und den übrigen Verkehr auf nachgeordneten Straßen betreffen, spielen bei den Berichten zur Verkehrslage meist keine Rolle. Sie beschreibt die Situation auf den Straßen, insbesondere Behinderungen wie Staus, Unfälle, ungünstige klimatische Umstände und ähnliches. Zunehmend werden auch Störungen im Bahnverkehr oder im Flugverkehr bei besonderen Ereignissen durch den allgemeinen Verkehrsfunk sowie Meldungen zur Binnenschifffahrt kommuniziert.

- Warnübermittlung: Besonders in Ballungsgebieten gibt es oft eigene Sender die nur Verkehrsinformationen senden. Weitere Medien sind der Verkehrswarnfunk und TMC-fähigen Autoradios, bei welcher über Display streckenbezogene Meldungen angezeigt werden bzw. in der ARI-Funktion, welche beide zwecks Verkehrsinformation nach senderseitiger Signalauslösung abgespielte CD und DVD-Aufzeichnungen unterbricht, bevor sie nach erneuter Signalaussendung (Ausschalten) an der Stelle der Unterbrechung fortgesetzt wiedergegeben werden. Neuerdings kann man sich über APP's auch auf ein Handy Verkehrsmeldungen – oft streckenbezogen zukommen lassen.